# 2-е Мурзино
2-е Му́рзино, Мурзино Второе (баш. 2-се Мырҙа, баш. Икенсе Мырҙа) — упразднённая в 1981 году деревня в Хайбуллинском районе Башкирской АССР РСФСР СССР. Ныне развалины на южной окраине села Первомайское Уфимского сельсовета Республики Башкортостан Российской Федерации. Проживали башкиры.

## География
Находилось на левом берегу Таналык, при впадении притока Кунакай, к югу от окраины посёлка Первомайский (ныне в черте села Первомайское.

### Географическое положение
Расстояние до:
- районного центра (Акъяр): 65 км,
- центра сельсовета (Уфимский): 18 км,
- ближайшей ж/д станции (Сибай): 71 км.

## Топоним
Название связано с топонимом 1-е Мурзино, соседней деревней в том же Уфимском сельсовете, которая носит имя первопоселенца (1834 г.) Мурзы Идрисова (1774 г.р.), жителя д. Исмакаево.

## История
Основан башкирами деревни Мурзино (после основания — 1-е Мурзино).

### Административно-территориальная принадлежность
- В 1900—1917 гг. в составе 1-й Бурзянской волости Орского уезда Оренбургской губернии
- декабрь 1917 г. — 20 марта 1919 г. — в составе 1-й Бурзянской волости Бурзян-Тангауровского кантона Малой Башкирии
- 20 марта 1919 г. — 14 июня 1922 г. — в составе 1-й Бурзянской волости Бурзян-Тангауровского кантона Автономной Советской Башкирской Республики
- 14 июня 1922 г. — 5 октября 1922 г. — в составе 1-й Бурзянской волости Бурзян-Тангауровского кантона БАССР
- 5 октября 1922 г. — 10 февраля 1923 г. — в составе 1-й Бурзянской волости Зилаирского кантона БАССР
- 10 февраля 1923 г. — сентябрь 1926 г. — в составе Юмашевского сельсовета Юлукской волости Зилаирского кантона БАССР
- сентябрь 1926 г. — 20 августа 1930 гг. — в составе Ишмурзинского сельсовета Таналыкской волости Зилаирского кантона БАССР
- 20 августа 1930 — 20 марта 1937 гг. — в составе Абдулнасыровского сельсовета Хайбуллинского района БАССР
- 20 марта 1937 г. — 1952 г. — в составе Абдулнасыровского сельсовета Матраевского района БАССР
- 1952 г. — 4 июля 1956 г. — в составе Абдулнасыровского сельсовета (центр — д. Верхне-Исмаково) Матраевского района
- 4 июля 1956 г. — 1981 г. — в составе Уфимского сельсовета Хайбуллинского района БАССР

## Население
В 1900 г. проживали 110 человек в 20 дворах, в 1915 г. — 33 дворов, в 1917 г. — 219 человек в 49 дворах, в сентябре 1925 г. — 135 человек в 27 дворах, в 1926 г. — 136 человек в 27 дворах, в декабре 1929 г. — 164 человек в 32 дворах, в марте — июне 1930 г. — 182 человек в 37 дворах, в октябре 1930 г. — 182 человек в 37 дворах (единоличники — 7 человек в 2 дворах), в 1939 г. — 93 человек (47 м.п. и 46 ж.п.), в 1961 г. — 59 человек, в 1969 г. — 30 человек.

## Известные уроженцы, жители
Мухамет Рамазанович Идрисов (18 февраля 1920 — 4 февраля 2012) — советский башкирский танцовщик. Заслуженный артист РСФСР (1955).

## Инфраструктура

### Экономика
Деревня в 1930 г. находилась в составе сельхозартели имени Фрунзе (центр колхоза — д. Ишмурза), в 1956—1981 гг. — в составе совхоза «Матраевский».
В марте-июне 1930 г. посев пшеницы составил 41,30 га, овсы — 4,90 га, ячменя и просо — 3,10 га, картофеля — 0,32 га. Площадь сенокосных угодий — 218,00 га. Всего скота было 481 голов, из них лошадей — 98, КРС — 213, овец — 73, коз — 97. У крестьян имелось: однолемешные плуги — 6 штук, деревянные бороны — 17, сенокосилки — 2, грабли — 2, сепараторы — 3.

## Транспорт
Просёлочная дорога между 1-м и 2-м Мурзино. К бывшей деревне можно проехать по региональной автодороге 80Н-537.